# Jiles Perry Richardson
Jiles Perry Richardson, Jr., znany jako The Big Bopper (ur. 24 października 1930 w Sabine Pass w stanie Teksas, zm. 3 lutego 1959 w Clear Lake w stanie Iowa) – amerykański muzyk i kompozytor rockowy, jeden z pionierów rock and rolla. Nazywany był też zdrobniale Jape Richardson.
Urodzony w Sabine Pass w Teksasie, w latach 50. rozpoczął pracę w miejscowej rozgłośni radiowej jako prezenter (Disc Jockey). W maju 1957 pobił rekord nieprzerwanego prowadzenia programu przez 5 dni, 2 godziny i 8 minut. W tym czasie przylgnął do niego pseudonim Big Bopper, pod którym miał się stać sławny jako piosenkarz rockandrollowy. Śpiewał czystym i ciepłym barytonem. Największym przebojem Boppera był "Chantilly Lace", który znalazł się na liście 500 piosenek, które ukształtowały rock utworzonej przez Rock and Roll Hall of Fame. Big Bopper był też uzdolnionym kompozytorem. Był autorem wielkiego przeboju country "Running Bear" i "White Lightning" (ten ostatni wykonywał George Jones).
Richardson zginął 3 lutego 1959 w katastrofie lotniczej, która zabrała także dwóch innych znanych muzyków rockowych Buddy'ego Holly i Ritchie Valensa.

## Dyskografia
- Chantilly Lace (1958)

## Pozycje na listach przebojów
| Single na liście The Billboard Hot 100 | Single na liście The Billboard Hot 100 | Single na liście The Billboard Hot 100 | Single na liście The Billboard Hot 100 |
| Rok                                    | Piosenka                               | pozycja                                |                                        |
| -------------------------------------- | -------------------------------------- | -------------------------------------- | -------------------------------------- |
| 1958                                   | "Big Bopper's Wedding"                 | 38                                     |                                        |
| 1958                                   | "Chantilly Lace"                       | 6                                      |                                        |
| 1958                                   | "Little Red Riding Hood"               | 72                                     |                                        |